# Kirgiezen
De Kirgiezen zijn een Turkstalig volk in Centraal-Azië. Vroeger werden ze ter onderscheiding van de Kazachen ook wel Kara-Kirgiezen genoemd.
Er zijn ongeveer vier miljoen Kirgiezen, van wie het merendeel (ongeveer 85 procent) in Kirgizië woont. Een minderheid woont in China (Sinkiang) en Afghanistan.
De Tasjtykcultuur in de Jenisejvallei in Siberië van de eerste tot de vierde eeuw wordt in verband gebracht met vroege Kirgiezenstammen, die later naar het Tiensjan-gebergte verhuisden. Hier werden zij in de 13e eeuw door de Mongolen onderworpen. In de 17e eeuw hadden zij vooral te lijden onder de Kalmukken, die hen tijdelijk uit hun woongebied verdreven. Aan deze tijd herinnert hun nationale epos Manas. De Kirgiezen werden in de 18e eeuw geïslamiseerd.
Tussen 1855 en 1876 kwamen zij onder Russisch gezag. Na de Oktoberrevolutie van 1917 kreeg hun gebied de status van autonoom gebied (Kirgizische ASSR). In 1936 werd de Kirgizische Socialistische Sovjetrepubliek ingesteld. Sinds 1991 is dit het onafhankelijke land Kirgizië.

## Geschiedenis
De Kirgiezen kwamen waarschijnlijk oorspronkelijk uit het zuiden van het Altajgebergte. Daar worden zij aan het einde van de 3e eeuw v.Chr. door Chinese bronnen in verband met hun onderwerping door de Xiongnu (201 v.Chr.) vermeld als "wilde bergbewoners". De kern van hun land was het bosrijke Tannoe-Olagebergte in het hedendaagse Toeva, ten noorden van Mongolië.
Rond 49 v.Chr. verhuisden de Kirgiezen naar de Boven-Jenisej in het zuidelijk deel van de Minoesinskdepressie, waar ze buren werden van de Dingling, die op hun beurt naar de Selenga trokken. Deze Jenisej-Kirgiezen worden geassocieerd met de Tasjtykcultuur.
In Chinese historische teksten worden ze vermeld als Xiajiasi ("Chakas", Chinees: 黠戛斯) of Jiegu (结 骨), en tijdens de Han-dynastie als Gekun (Chinees: 鬲 昆) of Jiankun (Chinees: 坚 昆).
Volgens de legende zouden ze aangevoerd worden door nakomelingen van de Chinese generaal Li Ling. Verschillende Chinese schrijvers beschreven de oude Kirgiezen als met lichte huidskleur, rossig haar en lichte ogen:
Tijdens de regeerperiode van keizer Xuanzong stelde Ge Jiayun een verslag van de westelijke regio's samen, waarin hij zei: "de mensen van de Jiankun-staat hebben alle rood haar en groene ogen. Degenen met donkere ogen zijn afstammelingen van Li Ling.— Tang Huiyao (961 AD)
Het verslag vermeldde voorts dat de naam "Xiajiasi", waaronder de Kirgiezen bekend waren en hoe de Oeigoeren hen noemden, "geel hoofd en rood gezicht" betekende.

### Onder de Göktürken en Oeigoeren
De eerste vermelding van het etnoniem "Kirgiezen" komt uit de 6e eeuw. In 560 onderwierp de Göktürkenheerser Muqan Qaghan (r. 553-572) de gebieden aan de boven-Jenisej en zo verschenen de Kirgiezen als vazallen van het oostelijke Rijk der Göktürken. In die tijd produceerden de Kirgiezen ijzer en goud, dat zij volgens de Chinese kronieken "tandenknarsend" aan de Göktürken moesten afgeven. Hierdoor namen de Kirgizische vorsten contact op met de Chinese Tang-dynastie en gaven hen een jaarlijkse belasting (paarden), zodat ze ook een vazal van de Chinezen werden. Hun toenmalige woongebied zou zich volgens de Chinese kroniekschrijvers ten westen van Hami en ten noorden van Karashahr bevonden hebben.
De Orchoninscripties van de 8e eeuw beschrijven een bloedige oorlog van de Göktürken tegen de Kirgiezen. Tijdens een aanval in de winter 711/12 sneuvelde de vooraanstaande Kirgiezenleider Bars Beg.
In 758 volgde een nederlaag tegen de Oeigoeren, de opvolgers van de Göktürken als heersers van de steppe. De Oeigoeren doodden de Kirgizische kan en vernietigden een 50.000 man sterk Kirgizisch leger. De Kirgiezen kwamen onder de heerschappij van het Oeigoerse Kaganaat. In tegenstelling tot hun voorgangers konden de Oeigoeren de banden tussen de Kirgiezen en Tang-China definitief verbreken.
Al voor het einde van de 8e eeuw worden Kirgizische clans in alliantie met de Qarluq in het oosten van de
Tiensjan vermoed, wat zou blijken uit traditionele clannamen uit de tijd van het Kirgiezenrijk.

### Rijk van de Kirgiezen
De Kirgiezen waren de meeste tijd opstandig, en in 840 slaagden ze erin de Oeigoerse hoofdstad Ordu-Baliq in de Orhonvallei te plunderen, en de Oeigoeren uit Mongolië te verdrijven. Hierbij kwam de Kirgiezen een strenge winter (839) en Oeigoerse overlopers tot hulp: de Oeigoerse generaal Külüg Bagha liep 840 over en samen met de vorst Uje Khan († 847) van de Yaġlaqar-clan werd het Oeigoerenrijk in het huidige Mongolië vernietigd, waarna de restanten van de Oeigoeren zuidwaarts vluchtten.
De Kirgiezen vestigden hun eigen staat op basis van het Göktürk-model. Ze hadden het Orchonschrift van de Göktürken overgenomen en vestigden handelsbanden met China en het Kalifaat van de Abbasiden. De Kirgiezen breiden hun staat uit van de Jenisej-gebieden tot in Centraal-Azië en het Tarimbekken. Hun invloedssfeer omvatte de gebieden tussen Lena, Irtysj, het Baikalmeer tot aan de Tiensjan (ongeveer 198,000 km²). Het machtscentrum van Uje lag na 840 in Toeva, en het voormalige Oeigoerenrijk en huidige Mongolië zagen hij en zijn opvolgers slechts als hun "achterland". In plaats van de Oeigoeren als vorsten van Mongolië te vervangen, bleven de meeste Kirgiezen in hun traditionele thuisland wonen.
De Kirgiezen werden voor een tijd de belangrijkste macht in Centraal-Azië, en zonden een aantal gezanten naar Tang-China. De Kirgizische Khagans beweerden af te stammen van de Chinese generaal Li Ling, hetgeen werd genoemd in de diplomatieke briefwisseling tussen de Kirgizische Khagan en de Tang-dynastie keizer, omdat de keizerlijke Li-familie beweerde af te stammen van Li Ling's grootvader, Li Guang. Toch konden de Kirgiezen de nieuwe macht niet volledig benutten, aangezien de Tang-heersers van China niet bereid waren de Kirgizische adel Chinese titels te geven.
Bij de Kirgiezen wordt het bestaan van meerdere steden en de stad Kemidjkat als residentie vermeld. Opgravingen getuigen van landbouw en zelfs irrigatie, hoewel Turkstalige bronnen van nomadisme spreken. Ook zijn mijnbouw, wegenbouw, en het gebruik van een runenschrift aangetoond, en zijn in de Altai Byzantijnse munten gevonden.
In 924 werd het Kirgizische rijk door de Kitan van Apaoka Khan († 926) onder de voet gelopen, en de Kirgiezen naar hun stamland aan de Jenisej teruggedreven. Later in de 10e eeuw werden de Kirgiezen door de aangrenzende Evenken naar het zuiden in het Tiensjangebergte verdreven.

### Onder Mongoolse overheersing
In de 12e eeuw was het Kirgizische machtsbereik als gevolg van de toenemende Mongoolse expansie geslonken tot de Altaj en Sajan.
In de jaren 1207/8 onderwierpen de belangrijkste Kirgizische leiders zich aan de Mongolen van Jochi, de zoon van Dzjengis Khan, maar kwamen al snel in opstand. Het volk van de Kirgiezen werd na een aantal opstanden in de loop van de 13e eeuw door de Mongoolse heersers uiteengeslagen. Een aantal werd in 1293 naar Mantsjoerije gedeporteerd. De Kirgiezen namen het nomadisme van de Mongoolse stammen aan, verloor zijn runenschrift en landbouw.
Gedurende het Mongoolse Rijk werd het gebied van de Kirgiezen in het noorden van Mongolië omgezet in een agrarische kolonie genaamd Kem-Kemchik. Koeblai Khan stuurde Mongoolse en Chinese ambtenaren, samen met kolonisten, naar de Kirgizische gebieden. Ze bleven een Mongoolse vazal tot in de late 14e eeuw.
Een aantal trok waarschijnlijk in 1220 met het leger van Jochi naar het Zevenstromenland. Daar ontstond in versmelting met de Mongolen en verschillende Turkse stammen het volk van de Kara-Kirgiezen, wat uiteindelijk resulteerde in de vorming van het moderne Kirgizië, het land van de hedendaagse Kirgiezen. Ook later kregen ze instroom vanuit het Jenisejgebied, bijvoorbeeld in 1469 onder Ababartsi Chinsang en in 1702 in het kielzog van de Oirat.

### Onder de Oirat
De nog aan de Jenisej wonende Kirgiezen laten aan het begin van de 15e eeuw onder Ugechi (1402/03) en zijn zoon Essekü († 1425) weer van zich spreken, in verband met gevechten onder leiding van de Oirat. Zo staat de moord op de Mongoolse Khan Elbeg (1399 of 1401-1402) op Ugechis naam.
In de 15-16e eeuw werd de naam "Kirgiezen" weer opgenomen, toen de Centraal-Aziatische steppenomaden zich "Kazak-Kirgiezen" begonnen te noemen. De bergbewoners werden "Kara-Kirgiezen" genoemd, en beide stonden in een losse alliantie. Uit de "Kazak-Kirgiezen" ontstonden de huidige Kazachen en uit de "Kara-Kirgiezen" de huidige Kirgiezen.
In de eerste helft van de 16e eeuw vochten ze tegen de Chagatai-Khan Abdur-Rashid en zijn zoon en ondernamen een aantal rooftochten naar steden als Tasjkent.
In de eerste helft van de 17e eeuw kwam het tot een confrontatie met de in Siberië oprukkende Russen, en Kirgiezen overvielen regelmatig Krasnojarsk en andere Russische nederzettingen.
Toen de Oirat zich in 1640 onder leiding van de Dzjoengaren nieuw formeerden, sloten de Kirgiezen zich bij hen aan. Na nederlagen in 1640-42 en 1679 en de ondergang van de Oirat-rijk kwamen de Kirgiezen formeel onder Russische heerschappij, hoewel de lokale macht bij de tribale leiders bleef.
Of de huidige Chakassen afstammen van Kirgiezen die aan de Jenisej bleven wonen, is onduidelijk.

### Cultuur
De Kirgiezen hadden een economie gebaseerd op de traditionele nomadische veeteelt (vooral paarden en runderen), landbouw en jacht. Volgens Chinese verslagen verbouwden ze Himalayarogge, gerst, gierst en tarwe. Ze waren bekwame ijzersmeden, sieradenmakers, pottenbakkers en wevers. Hun huizen waren traditionele nomadische tenten en huizen van hout en boomschors in de agrarische gebieden. Hun landbouwnederzettingen werden beschermd door houten palissaden. De rijkdommen van hun bosrijke thuisland (voornamelijk bont) maakten de Jenisej-Kirgiezen welvarende kooplieden. Zij onderhielden handelsbanden met China, Tibet, het Abbasidische kalifaat van het Midden-Oosten, en vele lokale stammen. Hun paarden stonden bekend om hun grote formaat en snelheid. De tiende-eeuwse Perzische tekst Hudud al-'alam beschreef de Kirgiezen als mensen die "het vuur vereren en hun doden verbranden".

## Aantal Kirgiezen (benaderende cijfers)
- Wereld: 4.025.000
  - Kirgizië: 3.600.000
  - Oezbekistan: 180.000
  - China: 120.000
  - Tadzjikistan: 70.000
  - Afghanistan: 30.000
  - Kazachstan: 20.000
  - Turkije: 2.000

Achang · Akha · Bai · Baima · Blang (Bulong) · Bonan · Buyi · Dai · Daur · De'ang · Dong · Dongxiang · Drung · Evenken · Gaoshan (Taiwanese aboriginals) · Gelao · Gin (Vietnamezen) · Han · Hani · Hlai (Li) · Hui · Jingpo · Jino · Kazachen · Kirgiezen · Koreanen · Lahu · Lhoba · Lisu · Mantsjoes · Maonan · Miao (Hmong) · Mongolen · Monpa (Menba) · Mulam (Mulao) · Nanai (Hezhe) · Naxi · Nu · Oeigoeren · Oezbeken · Oroqen · Pumi · Qiang · Russen · Salar · She · Sui · Tadzjieken · Tataren · Tibetanen (Zang) · Tu · Tujia · Wa (Va) · Yao · Yi · Yugur · Xibe · Zhuang